# Пілтене
Пілтене (латис. Piltene) — місто у північно-західній Латвії, в історичній області Курземе і в адміністративному Вентиспільському районі.

## Назва
- Пілтене (латис. Piltene;  вимова)
- Пільтен (нім. Pilten)
- Пільтинь (пол. Piltyń)

## Географія
Розташоване на річці Вента.

## Історія
Пілтене вперше згадано у документах 1220 року. Містом офіційно є з 1557 року.
Перекази оповідають, що Пілтене було засновано королем Данії Вальдемаром, що подорожував у свій час по Курземе на кораблях. Він вирішив побудувати місто там, де зустріне першого хлопчика («piltene» у перекладі зі староданської означає хлопчик). Цього хлопчика король зустрів під час мирної риболовлі на місці нинішнього міста.
До 1309 року німецькі хрестоносці спорудили тут єпископський замок, навколо якого поступово утворилося поселення. У дійсності містечко утворювалося навколо замку й поселення куршів, але в переказах чомусь говориться про зв'язки Пілтене з Данією. Колись тут була всього одна вулиця, що вела до замку. З другої половини 14-го століття Пілтене було центром управління Курземського єпископства. Коли впала Лівонія, останній єпископ продав свої права королеві Данії. У свою чергу, король віддав ці землі герцогові Магнусу. Магнус, бувши чоловіком племінниці Івана Грозного, у 1577 році просив короля Польщі визнати єпископство польським наділом, що й відбулося роком пізніше після бою польських військ і данських дворян. У 1585 році був укладений Кронборгський договір, у зв'язку з яким місто ставало центром округу Пілтене, і з 1617 року підкорювалося самому королю Польщі. Виключенням стали роки з 1656 по 1717, під час яких округ входив до герцогства герцога Екаба. У 1795 році разом з Курземським герцогством Пілтене приєднують до Росії.
На початку 20-го століття місто стало занепадати, і в ньому залишається тільки 735 жителів. Це було обумовлено недостачею пристойних доріг та конкуренцією стрімко розвинутого Вентспілса. Поступово місто повернулося до джерел — однієї вулиці.